# Laphria modesta
Laphria modesta là một loài ruồi trong họ Asilidae. Laphria modesta được Philippi miêu tả năm 1865.